# Helen Darville
Helen Darville (* 7. Januar 1971) ist eine australische Schriftstellerin und Journalistin.
1993 gewann sie mit ihrem Roman The Hand that Signed the Paper den mit 20.000 $ dotierten Australian/Vogel Literary Award für junge Autoren unter 35 Jahren. Sie hatte den Roman unter dem Pseudonym Helen Demidenko geschrieben, während sie englische Literatur an der Universität von Queensland in Brisbane studierte.
In ihrer Geschichte beschrieb Darville die Erlebnisse ukrainischer Brüder, die den Stalinismus nur überlebten, weil sie zuerst Mitglieder der Nazi-Einsatzgruppen Todesschwadron und schließlich australische Staatsbürger wurden. Ihre Entscheidung, sich auf die Erfahrungen ukrainischer Verbrecher gegen jüdische Opfer zu konzentrieren, brachte ihr Vorwürfe des Antisemitismus ein.
Darville gab vor, ihr Name sei Demidenko und sie sei nicht antisemitisch, sondern erzähle nur die Wahrheit, die auf ihren eigenen Erfahrungen als Person ukrainischer Abstammung beruhe. Dies brachte sie in Schwierigkeiten, als sich herausstellte, dass sie in Wirklichkeit von britischer Herkunft war. Ihr Roman wurde allgemein gefeiert und gewann diverse Auszeichnungen, darunter die Goldmedaille der Australian Literature Society und 1995 den prestigeträchtigen Miles Franklin Award.
Nach dem Gewinn des Miles Franklin Award gab es einen medialen Aufschrei, als die falsche Demidenko-Identität aufgedeckt wurde. Darville wurde auch des Plagiarismus beschuldigt; sie habe u. a. aus den Büchern The Black Deeds of the Kremlin: a White Book, The Power and the Glory und The Demon Lover abgeschrieben.
Kritiker bezeichneten den Roman als Fälschung und die Preisrichter, die die Auszeichnungen verliehen hatten, wurden in der Presse verspottet. Das Thema hat eine lebhafte Debatte über Identitätspolitik und die lange Geschichte der Identitätsfälschungen seitens der Schriftsteller und Künstler in Australien angeregt.
1995 veröffentlichte das australische Kulturjournal Meanjin die Kurzgeschichte Pieces of the Puzzle, ebenfalls unter dem Namen Demidenko, obwohl im Magazin erwähnt wurde, dass Demidenko ihren früheren Namen Darville wieder angenommen habe. Sie behauptete nun, dass sie ukrainische Zeugen getroffen und die Geschichte darauf begründet habe. Dieses Zugeständnis resultierte schließlich in einer Korrespondenz mit dem Simon Wiesenthal Center, das sie aufforderte, die Namen der möglichen Kriegsverbrecher zu nennen.
Darville wurde 1997 als Kolumnistin der Brisbaner Tageszeitung Courier-Mail entlassen, weil sie in einer Kolumne Witze aus der Evil Overlord List abschrieb. Sie schrieb als freie Mitarbeiterin weiterhin Features für diese Zeitung und andere Magazine der News Corporation.
Im Jahr 2000 wurde sie nach einem Interview im Australian Style-Magazin mit dem Holocaustleugner David Irving während dessen erfolglosen Prozesses wegen Verleumdung in London wieder wegen Antisemitismus angeklagt.
Negative Haltungen der jüdischen Gemeinschaft Darvilles gegenüber wurden teilweise entschärft, als sie nach dem 11. September einen Artikel im Sydney Morning Herald schrieb, der als proamerikanisch und proisraelisch bewertet wurde. Der Artikel befindet sich im Archiv des Israel Forum und anderer israelischer Nachrichten-Homepages.
Nachdem sie einige Jahre als Lehrerin an einer weiterführenden Schule gearbeitet hat, hat Helen Darville das Schreiben aufgegeben und studiert nun Rechtswissenschaften an der Universität von Queensland.